# Río Tronceda
El río Tronceda es un río del noroeste de la península ibérica que discurre por la provincia de Lugo, en España. Es uno de los más caudalosos de la vertiente Cantábrica de Galicia. 

## Curso
Rico en truchas, el Tronceda nace en las altas montañas de la sierra del Gistral y desemboca en el río Masma, a la altura de Viloalle (Mondoñedo), convirtiéndose así en su principal afluente; de hecho algunas fuentes consideran como cauce principal del Masma el que en principio se denomina río Pedrido que cambia su nombre por el de Tronceda a la altura de la aldea de Estelo, formándose el Masma propiamente dicho por la unión del río Pedrido/Tronceda con el Valiñadares y con el Fragavella (o Figueiras).
El Tronceda además es aprovechado en varios de sus tramos para la energía hidroeléctrica; en su recorrido y luego del paso por el lugar que le da nombre, Tronceda, cuenta con tres maxicentrales eléctricas, y una más que está en desuso pero que era de las más bonitas de la zona y ha sido aprovechada para construir una piscina fluvial, en un paraje de gran belleza.
Por último cabe mencionar el canal del río Tronceda, un canal de agua construido para dirigir las aguas hacía una gran caída y así poder generar electricidad, una técnica de gran ingenio que se les ocurrió a los campesinos de la época.